# Sokilnyky (Kirovohrad)
Sokilnyky (Oekraïens: Сокільники) is een dorp in Oekraïne in de oblast Kirovohrad.

## Geografie
Het dorp ligt ten zuiden van de stad Znamjanka. De Beshka-rivier, een zijrivier van Ingulets, begint vlak bij het dorp.

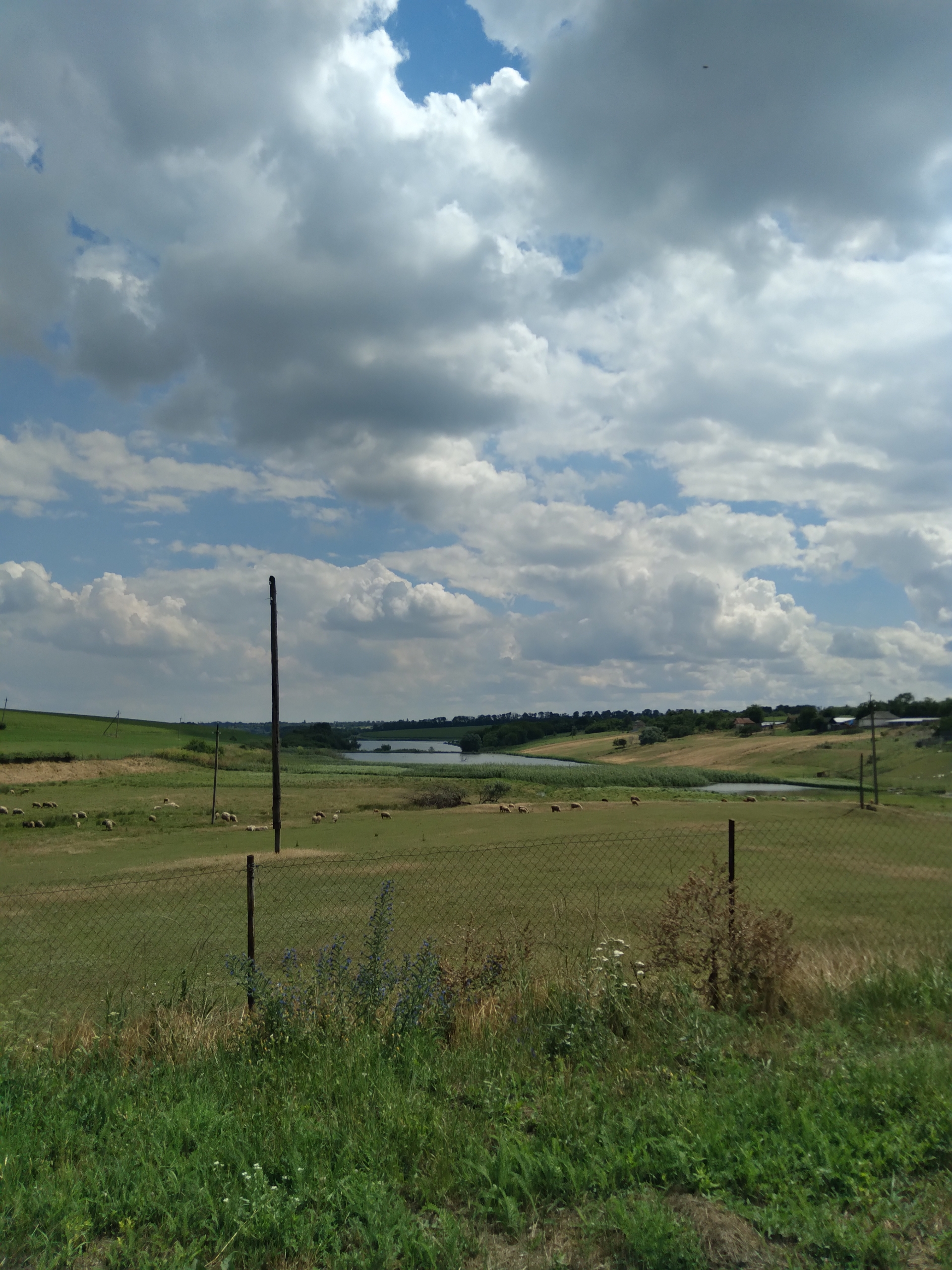
Vijvers aan de Beshka-rivier